# Taqian, Jiangxi
Taqian är en köpinghuvudort i Kina. Den ligger i provinsen Jiangxi, i den sydöstra delen av landet, omkring 120 kilometer öster om provinshuvudstaden Nanchang. Antalet invånare är 39 485. Befolkningen består av 18 450 kvinnor och 21 035 män. Barn under 15 år utgör 23,0 %, vuxna 15-64 år 70 %, och äldre över 65 år 6,0 %.
Runt Taqian är det tätbefolkat, med 383 invånare per kvadratkilometer. Närmaste större samhälle är Leping, 11,1 km söder om Taqian. Trakten runt Taqian består till största delen av jordbruksmark.
Genomsnittlig årsnederbörd är 2 597 millimeter. Den regnigaste månaden är juni, med i genomsnitt 468 mm nederbörd, och den torraste är oktober, med 52 mm nederbörd.